# Wildkarspitze (Zillertaler Alpen)
Die Wildkarspitze ist ein 3073 m ü. A. hoher Berg in den Zillertaler Alpen im österreichischen Bundesland Salzburg.

## Lage und Umgebung
Die Wildkarspitze erhebt sich im Gemeindegebiet von Krimml im Pinzgau. Sie ist die höchste Erhebung des Gerloskamms, eines in Nord-Süd-Richtung verlaufenden Kamms der Reichenspitzgruppe, der die östliche Begrenzung der Zillertaler Alpen darstellt. Im Westen des Berges liegt das Wildgerlostal, im Osten das Krimmler Achental.
Während die Westflanke der Wildkarspitze felsigen Charakter hat, ist der Berg nord- und ostseitig stark vergletschert. So erstreckt sich im Norden das Wildkarkees, im Nordosten das Waldbergkarkees und im Südosten das Weißkarkees. Nachbarberge sind das wenig ausgeprägte Seekarspitzl (auch Walderbergkarkopf, 2914 m) im Nordosten und der Hohe Schaflkopf (3057 m) im Süden.

## Alpinismus
Der Normalweg auf die Wildkarspitze führt von der südwestlich gelegenen Zittauer Hütte (2328 m) weglos auf den Grat zwischen Wildkarspitze und Hohem Schaflkopf und dann über diesen zum Gipfel. Dieser Anstieg erfordert Kletterei im Schwierigkeitsgrad II (UIAA). Ein weiterer ebenso schwieriger Anstieg, der von der Drisslalm im Wildgerlostal oder von Krimml aus zugänglich ist, verläuft über das Waldbergkarkees, sodann über das Wildkarkees und zuletzt über den Nordwestgrat zum Gipfel. Im Winter wird der Berg als Skitour über das Wildkarkees bestiegen.
Die Erstbesteigung des damals auch als Wildkarkopf bekannten Berges gelang Karl Povinelli und Franz Hofer im Jahr 1892.